# Superliga Série A (damer)
Superliga Brasileira de Voleibol är den högsta serien i det brasilianska seriesystemet i volleyboll för damer. Den har spelats i sitt nuvarande format sedan 1994. En serie med lag från hela landet har funnits sedan 1976 och har varit årlig sedan 1980.

## Segrare och tvåor

### Campeonato Brasileiro
| År   | Segrare                     | Tvåa                        |
| ---- | --------------------------- | --------------------------- |
| 1976 | Fluminense                  | CRB                         |
| 1978 | Flamengo                    | Mackenzie                   |
| 1980 | Flamengo                    | Fluminense                  |
| 1981 | Fluminense                  | Minas                       |
| 1982 | Paulistano                  | Pirelli/Santo André         |
| 1983 | Supergasbras/Rio de Janeiro | Fluminense                  |
| 1984 | Atlântica/Boa Vista         | Supergasbras/Rio de Janeiro |
| 1985 | Supergasbras/Rio de Janeiro | Paulistano                  |
| 1986 | Supergasbras/Rio de Janeiro | Bradesco/Rio de Janeiro     |
| 1987 | Lufkin/Rio de Janeiro       | Supergasbras/Rio de Janeiro |

### Liga Nacional
| År      | Segrare                          | Tvåa                                     |
| ------- | -------------------------------- | ---------------------------------------- |
| 1988–89 | Sadia/São Paulo                  | Lufkin/Rio de Janeiro                    |
| 1989–90 | Sadia/São Paulo                  | Supergasbras/Rio de Janeiro              |
| 1990–91 | Sadia/São Paulo                  | Colgate-Pão de Açúcar/São Caetano do Sul |
| 1991–92 | Colgate/São Caetano do Sul       | L'acqua di Fiori/Minas                   |
| 1992–93 | L'acqua di Fiori/Minas           | Colgate/São Caetano do Sul               |
| 1993–94 | Nossa Caixa-Recra/Ribeirão Preto | BCN/Guarujá                              |

### Superliga
| År      | Segrare                      | Tvåa                                |
| ------- | ---------------------------- | ----------------------------------- |
| 1994–95 | Leite Moça/Sorocaba          | BCN/Guarujá                         |
| 1995–96 | Leite Moça/Sorocaba          | BCN/Guarujá                         |
| 1996–97 | Leite Moça/Sorocaba          | Mizuno-Uniban/São Bernardo do Campo |
| 1997–98 | Rexona-Ades/Curitiba         | Leite Moça/Sorocaba                 |
| 1998–99 | Uniban/São Bernardo do Campo | Rexona-Ades/Curitiba                |
| 1999–00 | Rexona-Ades/Curitiba         | MRV/Minas                           |
| 2000–01 | Flamengo                     | Club de Regatas Vasco da Gama       |
| 2001–02 | MRV/Minas                    | BCN/Osasco                          |
| 2002–03 | BCN/Osasco                   | MRV/Minas                           |
| 2003–04 | Finasa/Osasco                | MRV/Minas                           |
| 2004–05 | Finasa/Osasco                | Rexona-Ades/Rio de Janeiro          |
| 2005–06 | Rexona-Ades/Rio de Janeiro   | Finasa/Osasco                       |
| 2006–07 | Rexona-Ades/Rio de Janeiro   | Finasa/Osasco                       |
| 2007–08 | Rexona-Ades/Rio de Janeiro   | Finasa/Osasco                       |
| 2008–09 | Rexona-Ades/Rio de Janeiro   | Finasa/Osasco                       |
| 2009–10 | Sollys/Osasco                | Unilever/Rio de Janeiro             |
| 2010–11 | Unilever/Rio de Janeiro      | Sollys/Osasco                       |
| 2011–12 | Sollys/Osasco                | Unilever/Rio de Janeiro             |
| 2012–13 | Unilever/Rio de Janeiro      | Sollys/Osasco                       |
| 2013–14 | Unilever/Rio de Janeiro      | SESI-SP                             |
| 2014–15 | Rexona-Ades/Rio de Janeiro   | Molico/Osasco                       |
| 2015–16 | Rexona-Ades/Rio de Janeiro   | Dentil/Praia Clube                  |
| 2016–17 | Rexona-Sesc/Rio de Janeiro   | Vôlei Nestlé/Osasco                 |
| 2017–18 | Dentil/Praia Clube           | Sesc/Rio de Janeiro                 |
| 2018–19 | Itambé/Minas                 | Dentil/Praia Clube                  |
| 2019–20 | Avbruten p.g.a. COVID-19.    | Avbruten p.g.a. COVID-19.           |
| 2020–21 | Itambé/Minas                 | Dentil/Praia Clube                  |
| 2021–22 | Itambé/Minas                 | Dentil/Praia Clube                  |